# Карішма Танна
Карішма Танна (нар. 21 грудня 1983) — індійська кіноакторка, модель та ведуча, що переважно знімається в індійських фільмах та серіалах. Відома за роллю у Кюнку Саас Бі Хан Кабу Баху Тхі, Наагарджуна — Еко Йодха. Учасниця популярного скандального реаліті-шоу Бігг Босс (Bigg Boss) у 2014 році. Також з'являлася у низці реаліті-шоу «Zara Nachke Dikha», Zara Nachke Dikha (2008), «Нач Баліє» (2015) та «Jhalak Dikhlla Jaa» (2016).
Після дебюту в «Боллівуд Гранд масті» (2013) зіграла  в фільмі «Тіна і Лоло» (2016) з Санні Леоне. Крім того, знялася в індійському фільмі-біографії «Санджу», що вийшов у 2018 році.

## Життєпис
Народилася і виховувалася в родині Гуджараті. Живе зі своєю мамою і дуже близька до неї, батько помер у жовтні 2012.
Почала зустрічатися з актором Упен Пателем у 2014 році, з яким познайомилась в реаліті-шоу «Бігг Босс». Пізніше була заручена з ним, у 2016 році вони розійшлися.

## Акторська кар'єра

### Телебачення (2000— нині)
Танна знімалась на студії Баладжи телефільм" у мильній опері «Кюнки Саас Бхі Кабхі Баху Тхі» (липень 2000 — листопад 2008), де зіграла персонажку Інду. Також знімалася в драмі виробництва «Баладжи телефільм» «Кахі Міленге» (листопад 2002—2003).
Танна зіграла головну героїню Крутик у серіалі «Кої Діл Меін Хай» (грудень 2003 — лютий 2005). Вона погодилася на цей проєкт, продовжуючи зніматися у серіалі «Кюнки Саас Бхі Кабхі Баху Тхі», оскільки її роль в Кюнки була не головною. Крім того, знімалась  у щотижневому шоу «Kkoi Dil Mein Hai».
Танна знімалась у телевізійній програмі «Ек Ладки Аняані Сі» ВК з листопада 2005 по вересень 2007, граючи негативну персонажку Аїшу.
BR Films підписала її для своїх драматичних серіалів «Вірасат» (червень 2006 — липень 2007 рр.). Вона зіграла роль Наталки — секретарки. У 2008 році Танна брала участь у танцювальному шоу «Zara Nachke Dikha».
У вересні 2006 року Танна здійснила театральний дебют у романтичній комедії «Ідеальне весілля». Режисеркою фільму була Вандана Сайнані. Робота була адаптована з однойменної британської п'єси «Робін Гудвон». Танна брала участь у сценічному комедійному телесеріалі «Комедійний цирк» («Comedy Circus»), який розпочався у червні 2007 року. У лютому 2010 вона повернулася до цирку «Махасанграм».
Танна організувала телешоу «Індія — це магічна зірка» (India's Magic Star), яке вийшло в ефір у липні 2010 року. Вона знімалась у дитячій телевізійній програмі «Бааль Веєр» (жовтень 2012 р. — 2013 рр.), граючи роль Рані Парі.
Танна брала участь як знаменитість у популярному та скандальному шоу «Бігг Босс 8», яке вийшло в ефір у вересні 2014 року. Вона провела 4 місяці всередині будинку, вийшла у фінал та стала переможницею. У 2015 році Танна взяла участь у сьомому сезоні танцювального реаліті-шоу «Нач Баліє» в парі з Упен Пателем. У листопаді 2015 року з'явилася як почесна гостя у ток-шоу «Star Plus» Айж Кі Раат Хай Зіндагі, який був організований Амітабхом Баччаном.
У березні 2016 року Танна з'явилася в сьомому сезоні популярного трюк реаліті-шоу «Фактор страху: Хатрон Ке Хіладі». Танна брала участь, як почесна гостя, у популярному комедійному шоу «Нічні комедії Бачао» («Comedy Nights Bachao»), яке транслювалося на телеканалі Colors TV з Упен в лютому 2016.
У 2016 році Танна брала участь у реаліті-шоу «Знаменитості танцювальних рухів» «Джалак Діххла-Я». Танна грає роль нігін в шоу «Life OK» Нааджарджуна — Ека Йоддха. У січні 2017 року, вона увійшла до складу журі реаліті-шоу «BIG Magic Big Memsaab» разом з Самбхава Сет та Притаєм Сінгхом.

### Кіно (2005— нині)
Танна дебютувада у Боллівуді у грудні 2005 у фільмі «Дості: друзі назавжди» в ролі Нандіні Тапар. Другим фільмом став «Я засмучений». У фільмі «Мати Банні Преетсона», що вийшов на екрани у червні 2011 року, Танна зіграла головну роль акторки Четани.
У вересні 2013 року Танна знялась у сексуальній комедії Боллівуду Гранд масті", як продовження фільму квітня 2004 року. У 2016 році вона зіграла в фільмі «Тіна і Лоло». Цю роль мала зіграти Мінсіші Ламбі, але вона відмовилась, оскільки сценарій вимагав поцілунку з канадською порноакторкою Санні Леоне.
Танна також знялась у кількох телевізійних рекламних роликах, включаючи Stayfree, Lifebuoy та Nirma.

## Телевізійні передачі
| Щоденні «мильні опери»                | Щоденні «мильні опери»           | Щоденні «мильні опери» | Щоденні «мильні опери» |
| Назва                                 | Роль                             | Канал                  | Роки                   |
| ------------------------------------- | -------------------------------- | ---------------------- | ---------------------- |
| Кюнки Саас Бхі Кабхі Баху Тхі         | Індіра Вірані                    | Star Plus              | 2001-2006              |
| Кахі Міленге                          | Таніша                           | Sahara One             | 2002-2003              |
| Манша                                 | Реа                              | Zee TV                 | 2003                   |
| Des Mein Niklla Hoga Chand            | Тіна                             | Star Plus              | 2003-2004              |
| Кої Діл Меін Хай                      | Крутика                          | Sony TV                | 2003-2004              |
| Шарат                                 | Наталія                          | Star Plus              | 2004                   |
| Ккусум                                | Мускан                           | Sony TV                | 2004                   |
| Паалхи                                | Палак                            | Zee TV                 | 2005-2006              |
| Ек Ладки Аняані Сі                    | Айша                             | Sony TV                | 2005-2006              |
| Вірасат                               | Наталія                          | Star One               | 2006-2007              |
| П'яар Ке До Наам: ек Раатха, Екі Шяам | Джитіша                          | Star Plus              | 2006                   |
| Jaane Pehchaane Se… Ye Ajnabbi        | Авні                             | Star One               | 2010                   |
| Адалат                                | Пані Джеффрі                     | Sony TV                | 2011                   |
| Бааль Велер                           | Рані Парі                        | SAB TV                 | 2012                   |
| Джинни Аур Юджу                       | Соня                             | SAB TV                 | 2014                   |
| Наагарджана — Еко Йодха               | Маскині (Наагін)                 | Life OK                | 2016-2017              |
| Реаліті-шоу                           |                                  |                        |                        |
| Назва                                 | Роль                             | Канал                  | Роки                   |
| Comedy Circus 1                       | Contestant                       | Sony TV                | 2007                   |
| Nach Baliye 3                         | Guest Contestant                 | Star Plus              | 2007                   |
| Kaho Na Yaar Hai                      | Contestant                       | Star Plus              | 2008                   |
| Zara Nachke Dikha                     | Contestant                       | Star One               | 2008                   |
| Kaante Ki Takkar                      | Host                             | Sony TV                | 2008                   |
| Meethi Choori No 1                    | Contestant                       | Imagine TV             | 2010                   |
| Zor Ka Jhatka: Total Wipeout          | Contestant                       | Imagine TV             | 2010                   |
| Comedy Circus Maha-Sangram            | Contestant                       | Sony TV                | 2011                   |
| Comedy Nights with Kapil              | Guest                            | Colors TV              | 2014                   |
| Bigg Boss 8                           | Contestant (Champion)            | Colors TV              | 2014                   |
| Bigg Boss Halla Bol                   | Contestant (1st runner-up)       | Colors TV              | 2015                   |
| Nach Baliye 7                         | Contestant along with Upen Patel | Star Plus              | 2015                   |
| Aaj Ki Raat Hai Zindagi               | Guest                            | Star Plus              | 2015                   |
| MTV Love School                       | Host along with Upen Patel       | MTV India              | 2015                   |
| Box Cricket League — Season 2         | Player in Punjabi Shers          | Colors TV              | 2016                   |
| Comedy Nights Bachao                  | Guest                            | Colors TV              | 2016                   |
| Fear Factor: Khatron Ki Khiladi 7     | Guest in Semi Finale             | Colors TV              | 2016                   |
| Jhalak Dikhhla Jaa 9                  | Contestant                       | Colors TV              | 2016                   |
| Bigg Boss 10                          | Guest — panellist/performer      | Colors TV              | 2017                   |
| BIG Memsaab                           | Judge                            | BIG Magic              | 2017                   |
| Особливі виступи                      |                                  |                        |                        |
| Назва                                 | Роль                             | Канал                  | Роки                   |
| Kumkum Bhagya                         | Dance Performance                | Zee TV                 | 2015                   |
| Yeh Vaada Raha                        | Dance Performance                | Zee TV                 | 2016                   |

## Фільми
| Рік  | Фільм                             | Характер      | Примітки                   |
| ---- | --------------------------------- | ------------- | -------------------------- |
| 2005 | Дості: друзі назавжди             | Нандіні Тапар | Дебют в індійському кіно   |
| 2011 | Я засмучений Меті Банні Преетсона | Четана        | Дебют у кіно мовою каннада |
| 2013 | Гранд Масті                       | Унатті        |                            |
| 2014 | Голу Аур Паппу                    | Шаліні        |                            |
| 2018 | Санджу                            | Мадхур Дікшіт | Зйомки                     |
| 2016 | Тіна і Лоло                       | Лоло          |                            |

## Нагороди та номінації
| Рік  | Нагорода                      | Фільм                         | Категорія                       | Результати |
| ---- | ----------------------------- | ----------------------------- | ------------------------------- | ---------- |
| 2003 | Зірка Parivaar                | Кюнки Саас Бхі Кабхі Баху Тхі | Улюблений бен                   | Номінація  |
| 2003 | Індійська телевізійна премія  | Кюнки Саас Бхі Кабхі Баху Тхі | Краща акторка в комічній ролі   | Номінація  |
| 2007 | Індійська телевізійна премія  | Ек Ладки Аняані Сі            | Краща акторка в негативній ролі | Номінація  |
| 2008 | Премія Зірка Гільдії          | Ек Ладки Аняані Сі            | Краща акторка в негативній ролі | Номінація  |
| 2015 | Премія «Телевізійна нагорода» | Бігг Босс 8                   | Стильна жінка в реаліті-шоу     | Перемога   |
| 2016 | Zee Gold Awards               | МТВ Шкільна любов             | Найкращий якір                  | Номінація  |
| 2016 | Zee Gold Awards               | Н/Д                           | Найпопулярніша акторка          | Перемога.  |